# Grenade à fusil AC 58

Vue d'artiste de la grenade.

La grenade à fusil AC 58 est une grenade à fusil antichar de 58 mm présentée en 1977 et fabriquée depuis 1983 par Luchaire SA (maintenant KNDS France). Elle est notamment utilisée par l'armée de terre française avec son fusil FA-MAS.

## Description
La grenade AC 58 est constituée d'une tête, d'un corps de 58 mm de diamètre contenant une charge creuse et d'un empennage. Le détonateur d'impact à ressort est sécurisé par une goupille à enlever avant le tir.

## Modèles
- le modèle F1 nécessite l'emploi d'une cartouche de lancement sans projectile
- le modèle F2 est équipé d'un piège à balle pouvant être employé avec des munitions standard
- La charge utile du canon sans recul Wasp 58 (en) est basé sur cette grenade

## Usage
En usage antichar, la grenade AC 58 est employée en tir tendu. Sur le Famas, les organes de visée (alidade de tir tendu) sont réglés pour un tir à 75 m ou 100 m.
En 2024, le 1er régiment de hussards parachutistes entame des essais pour en faire un munition rôdeuse délivré par un quadrirotor FPV.

## Voir également
- Grenade à fusil APAV 40